# Kertajaya (Rumpin)
Kertajaya is een bestuurslaag in het regentschap Bogor van de provincie West-Java, Indonesië. Kertajaya telt 6446 inwoners (volkstelling 2010).